# ویسلان‌ها

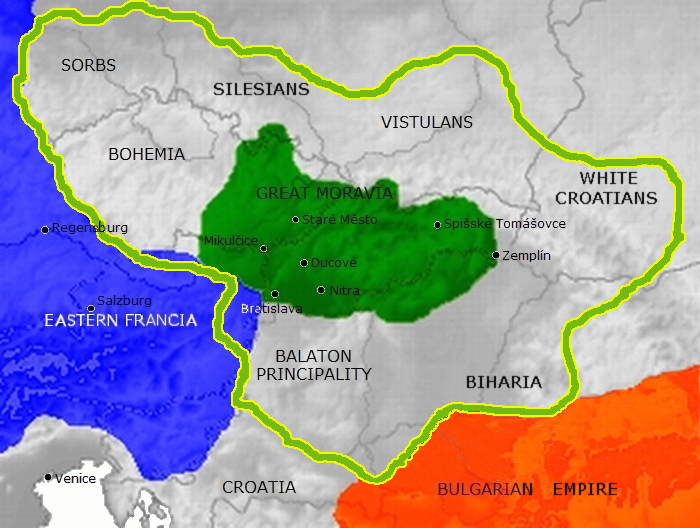
اروپای مرکزی در ۸۷۰ میلادی. فرانک خاوری به رنگ آبی، بلغارستان به رنگ نارنجی، موراویای بزرگ تحت حکومت روستیسلاو به رنگ سبز. خط سبز نشان دهندهٔ مرزهای موراویای بزرگ پس از توسعهٔ قلمرو خود در عصر سواتوپلوک یکم (۸۹۴) است.

ویسلان‌ها (به لهستانی: Wiślanie) یک قبیلهٔ اسلاو غربی در اوایل قرون وسطی بودند که در غرب منطقه‌ای که اکنون لهستان سفلی نامیده می‌شود، سکونت داشتند. آنان در سدهٔ نهم میلادی یک دولت قبیله‌ای تشکیل دادند. احتمالاً در ۸۷۴ میلادی تسلیم سواتوپلوک یکم موراویا که هم‌دورهٔ امپراتور آرنولف بود، شدند و دوک ویسلان وادار به پذیرش غسل تعمید شد. پس از یک دوره غلبهٔ مردم چک، سرزمین‌های ویسلان زیر سلطهٔ لهستانی‌ها قرار گرفت و ضمیمهٔ لهستان شد.
منطقهٔ محل سکونت ویسلان‌ها احتمالاً از دامنه‌های کوه‌های کارپات در جنوب تا سرچشمه‌های پیلیکا و وارتا در شمال را شامل می‌شد. از شرق به دوناجتس و از غرب به اسکاوا می‌رسید. با این که از نظر برخی مورخان ویسلان‌ها وجود نداشتند، دست‌کم سه سند را می‌توان به آنان منسوب کرد.
اطلاعات کمی دربارهٔ تاریخ اولیهٔ ویسلان‌ها وجود دارد.قلمرو آن‌ها احتمالاً توسط موراویای بزرگ تصرف شد. البته هیچ شاهدی برای اثبات این نظریه وجود ندارد.